# Yurina Kumai
Yurina Kumai (熊井 友理奈?) es un cantante japonés que pertenece al grupo Berryz Kobo, Guardians 4 y Tanpopo de Hello! Project, además es el más alto  del Hello! Project.

## Perfil
- Nombre: Yurina Kumai (熊井 友理奈)
- Alias: Kuma-chan, Kumai-chan, Kumaichō, Yuri, Yurīne
- Fecha de nacimiento: 3 de agosto de 1993
- Lugar de nacimiento: Kanagawa, Japón
- Estatura: 181 cm
- Grupos en Hello! Project:
  - Hello! Project Kids
  - 4KIDS (2003)
  - Berryz Koubou (2004 - )
  - Guardians 4 (2009 - )
  - Tanpopo #
- Grupos de conciertos:
  - Hello! Project Shirogumi (2005)

## Trabajos

### Películas
- ミニモニ。じゃム→ビ→お菓子な大冒険！ (Minimoni ja Movie Okashi na Daibouken!) (2002)
- ほたるの星 (Hotaru no Hoshi) (2004)

### Dramas de Televisión
- Little Hospital (2003)
- Musume Dokyu! (娘DOKYU!?) (2005-04-05 -  2005-05-18)

### Comerciales
- 2003  Nihon Shokuniku Shōbi Sōgō Center (日本食肉消費総合センター?)
- 2009 base ball bear Love & Pop

### Radio
- Berryz Kobo Kiritsu! Rei! Chakuseki! (Berryz工房 起立!礼!着席!?) (2005-03-30 - 2009-03-31)

- Tsuukai! Berryz Okoku (2009-07-03 - presente) (coanfitrionas: Risako Sugaya y Natsuyaki Miyabi)

### Internet
- Hello Pro Video Chat (Hello! Project on Flets) (2005-08-08)

## Curiosidades
- Es la más alta de todas las chicas de Hello! Project Kids